# Roca Cuca
Der Roca Cuca (spanisch) ist ein Klippenfelsen im Archipel der Südlichen Shetlandinseln. Er liegt westlich des Chaos Reef und 2,1 km westlich des Fort William am westlichen Ende von Robert Island. 
Wissenschaftler der 3. Chilenischen Antarktisexpedition (1948–1949) nahmen Vermessungen vor und benannten ihn. Namensgeber ist die Ehefrau eines Offiziers der Lautaro, eines der Schiffe bei dieser Forschungsreise.